# Ригель (инструмент)

Ригель — инструмент для изготовления звеньев цепей, колец и т. д.
Инструмент используемый в ювелирном деле. Представляет собой металлический полированный конус диаметром от 9 до 40 мм из закалённой стали. Предназначен для выравнивания формы изготовляемого или ремонтируемого кольца. Такие ригели имеют коническую форму и круглые в сечении. На поверхности может наноситься мерная шкала. Существуют специальные ригели для правки браслетов и колье.
Ригели могут иметь овальную, прямоугольную, квадратную форму сечения, такие ригели применяются для изготовления кастов и шатонов. Для работы с воском используют пластиковые и деревянные ригели.